# Guadeloupe Challenger 1991
Il Guadeloupe Challenger 1991 è stato un torneo di tennis facente parte della categoria ATP Challenger Series nell'ambito dell'ATP Challenger Series 1991. Il torneo si è giocato a Guadalupa in Francia dal 25 febbraio al 5 marzo 1991 su campi in cemento.

## Vincitori

### Singolare
Olivier Delaître ha battuto in finale  Stefano Pescosolido con il punteggio di 6–2, 7–6

### Doppio
João Cunha e Silva /  Nuno Marques hanno battuto in finale  Olivier Delaître /  Rodolphe Gilbert con il punteggio di 6–3, 6–1